# Heinrich-Schliemann-Gymnasium Fürth
Das Heinrich-Schliemann-Gymnasium (kurz: HSG) in ist ein staatliches  Gymnasium in Fürth, das ursprünglich als humanistisches Gymnasium eingerichtet wurde und in neuerer Zeit auch einen neusprachlichen, einen musischen und einen naturwissenschaftlich-technologischen Zweig einschließt.

## Geschichte
Gegründet wurde die Schule 1896 als erstes Fürther Gymnasium mit Abiturberechtigung. Den Namen Heinrich-Schliemann-Gymnasium erhielt die Schule Mitte der sechziger Jahre, als das heutige Helene-Lange-Gymnasium und das Hardenberg-Gymnasium von einer Oberrealschule zu einem Gymnasium erhoben wurden und eine Unterscheidung zwischen den drei Schulen notwendig wurde. Zuerst war es ein rein humanistisches Gymnasium, bis im Schuljahr 1973/1974 ein neusprachlicher Zweig mit Englisch als erste Fremdsprache eingeführt wurde (später folgte noch Französisch). Seit dem Schuljahr 2009/2010 bietet das Gymnasium auch einen musischen Zweig und seit dem Schuljahr 2024/25 auch einen naturwissenschaftlich-technologischen Zweig an.
Außerdem bietet das Gymnasium Fächer aus dem naturwissenschaftlich-technologischen bzw. gesellschaftswissenschaftlichen Bereich an. Bekannte Schüler des Heinrich-Schliemann-Gymnasium waren der NS-Gauleiter von Danzig, Albert Forster, der die Schule nach der mittleren Reife verließ, und der NSDAP-Politiker, Oberbefehlshaber der deutschen Luftwaffe im Zweiten Weltkrieg und Hitler-Vertraute Hermann Göring; später sind es der Schriftsteller Ewald Arenz, der Jazzmusiker Thilo Wolf, die Schauspielerin Claudia Lüftenegger, die Schriftstellerin Sigrun Arenz und der Schauspieler und Schriftsteller Helwig Arenz.
Die griechische Stadt Xylokastro auf der Peloponnes wurde aufgrund der guten Beziehungen mit dem Gymnasium im Sommer 2006 zur neuen Partnerstadt von Fürth. Der ehemalige Schulleiter Herbert Meyerhöfer und der Klassische Philologe Günther Hoffmann, die für die Freundschaft zwischen den beiden Städten eine entscheidende Rolle spielten, wurden zudem anlässlich der Gründung dieser Städtepartnerschaft zu Ehrenbürgern von Xylokastro ernannt.

## Fremdsprachen
In der fünften Klasse haben die Schüler die Wahl zwischen Latein und Englisch als erste Fremdsprache; die zweite Fremdsprache beginnt seit dem G8 (2003/2004) in der sechsten Klasse und ist die Fremdsprache, die in der fünften Klasse nicht gewählt wurde. Die Sprachenfolge für alle Kinder ist damit entweder Latein-Englisch oder Englisch-Latein. Im humanistischen und sprachlichen Zweig folgt in der achten Klasse die dritte Fremdsprache: Hier kann zwischen Altgriechisch und Französisch gewählt werden. (Im früheren neunjährigen Gymnasium, das zum Schuljahr 2010/2011 auslief, begannen die zweite und die dritte Fremdsprache jeweils ein Jahr später.) 
Seit einigen Jahren kann zudem Italienisch ab der 11. Klasse (G9) als spätbeginnende Fremdsprache gewählt und damit die erste oder zweite Fremdsprache, d. h. Latein oder Englisch, ersetzt und bis zum Abitur belegt werden.

## Auszeichnungen
Die Fachgruppe Kunst des Heinrich-Schliemann-Gymnasiums hat 1999 am internationalen Borromini-Projekt der Albertina in Wien teilgenommen und dort mit dem Beitrag „Borromini goes Bilbao“ den ersten Preis gewonnen. Das zweite Projekt „Die Rückkehr der Distel“ gewann ebenfalls mehrere Preise und die Theatergruppe des Heinrich-Schliemann-Gymnasiums erhielt im November 2003 für ihr Projekt „Die Nächte des Kaspar Hauser“, durch welches die Schule landesweit bekannt wurde, einen der Kulturförderpreise der Stadt Fürth.

## Schüleraustauschprogramm
- Lycée St. Joseph de Tivoli in Bordeaux, Frankreich (seit 2008)
- Lycée Simone Veil in Valbonne (Mitglied des Gemeindeverbunds Sophia Antipolis), Frankreich
- 2. Gymnasium Xylokastro am Golf von Korinth auf der Peloponnes, Griechenland
- Richard-Hale-School in Hertford, Vereinigtes Königreich[3]

## Schulleitung
- Dr. Wilhelm Harster, 1896–1900
- Dr. Philipp Thielmann, 1900–1901
- Dr. Siegmund Preuß, 1901–1907
- Dr. Friedrich Vogel, 1907–1921
- Hermann Pfirsch, 1921–1929
- Dr. Alfons Kalb, 1929–1939
- Dr. Gustav Riedner, 1939–1943
- Dr. Hans Dinkelmeyer, 1944–1945
- Dr. Emil Englmaier, 1946–1953
- Dr. Otto Veh, 1953–1960
- Hans Hasenstab, 1960–1972
- Erhard Springer, 1972–1984
- Dr. Hermann Hanschel, 1984–1990
- Dr. Herbert Meyerhöfer, 1990–2007
- Reinhard Heydenreich, 2007–2014
- Carsten Böckl, 2014–2021
- Günter Neubauer, seit 13. Februar 2021